# Люлин (Перникская область)
Лю́лин (болг. Люлин) — село в Болгарии. Находится в Перникской области, входит в общину Перник. Общее население села на 15 марта 2012 года 854 человека, из них постоянное население — 730 жителей.
Село расположено у юго-западных склонов горного массива Люлин.

## История
18 ноября 1961 года, указом №430 Народного собрания было образовано село Люлин, путём слияния двух сёл из общины Димитрово Димитровского округа: Райлово и Цырнел. Село Райлово упоминается документах Османской империи с 1450 года, а село Цырнел — с 1576 года.
До 19 января 1962 года село Люлин относилось к общине Димитрово Димитровского округа, затем к общине Перник, до 1 сентября 1987 года Перникского округа, до 12 января 1999 года Софийской области, а затем Перникской области.

## Демография
| дата       | население, чел. |
| ---------- | --------------- |
| 01.12.1965 | 2450            |
| 02.12.1975 | 1984            |
| 04.12.1985 | 1529            |
| 04.12.1992 | 1234            |
| 31.12.1993 | 1188            |
| 31.12.1994 | 1155            |
| 31.12.1995 | 1127            |
| 31.12.1996 | 1112            |
| 31.12.1997 | 1091            |
| 31.12.1998 | 1064            |
| 31.12.1999 | 1036            |
| 31.12.2000 | 1003            |
| 01.03.2001 | 1009            |
| 31.12.2001 | 993             |
| 31.12.2002 | 998             |
| 31.12.2003 | 980             |
| 31.12.2004 | 950             |
| 31.12.2005 | 935             |
| 31.12.2006 | 910             |
| 31.12.2007 | 881             |
| 31.12.2008 | 867             |
| 31.12.2009 | 859             |
| 31.12.2010 | 833             |
| 01.02.2011 | 849             |

## Политическая ситуация
В местном кметстве Люлин, должность кмета (старосты) исполняет Евгени Михалов Евгениев (Граждане за европейское развитие Болгарии (ГЕРБ)) по результатам выборов 2011 года; прежде, до 2011 года, кметом был Илчо Викторов Евгениев (союз патриотических сил «Защита») по результатам выборов правления кметства 2007 года.

## Социально значимые объекты

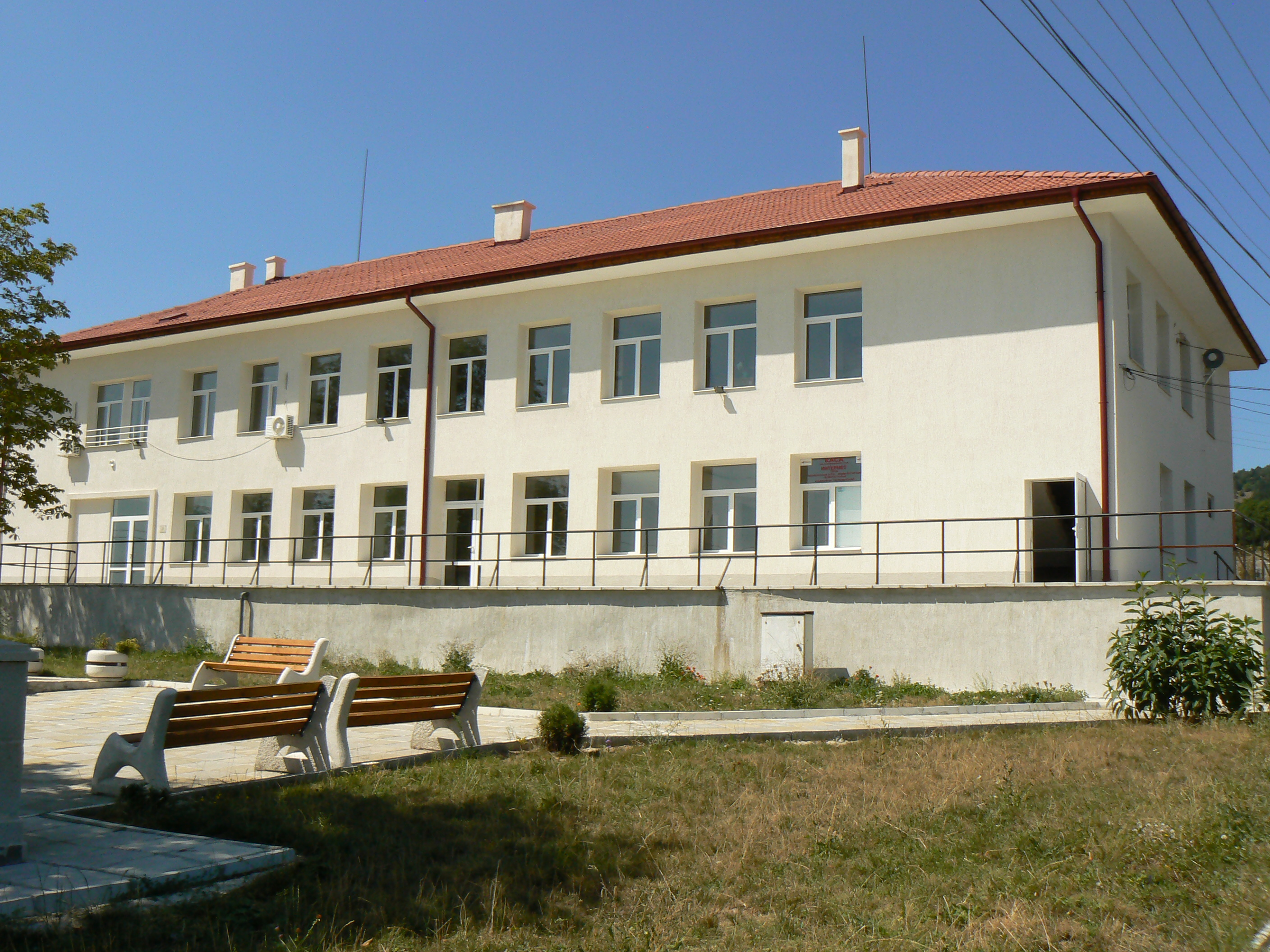
Читалиште имени Христо Ботева

В селе есть основная школа и читалиште имени Христо Ботева.